# Georg August Goldfuss
Georg August Goldfuss (även Goldfuß), född 18 april 1782 i Thurnau vid Bayreuth, död 2 oktober 1848 i Poppelsdorf vid Bonn, var en tysk zoolog och paleontolog.
Goldfuss blev 1804 docent i Erlangen, 1818 professor i zoologi och mineralogi i Bonn. Han författade bland annat Naturbeschreibung der Säugethiere (1812), Physikalisch-statistische Beschreibung des Fichtelgebirges (1817), Handbuch der Zoologie (1818–1820), Abbildung und Beschreibung der Petrefacten des Museums in Bonn (1826), Petrefacta Germaniæ (1826–1844; ny upplaga 1862–1866), ett stort illustrerat verk i tre folioband.
Auktorsnamnet Goldfuss kan användas för Georg August Goldfuss i samband med ett vetenskapligt namn inom botaniken; se Wikipediaartiklar som länkar till auktorsnamnet.